# Phản vật chất

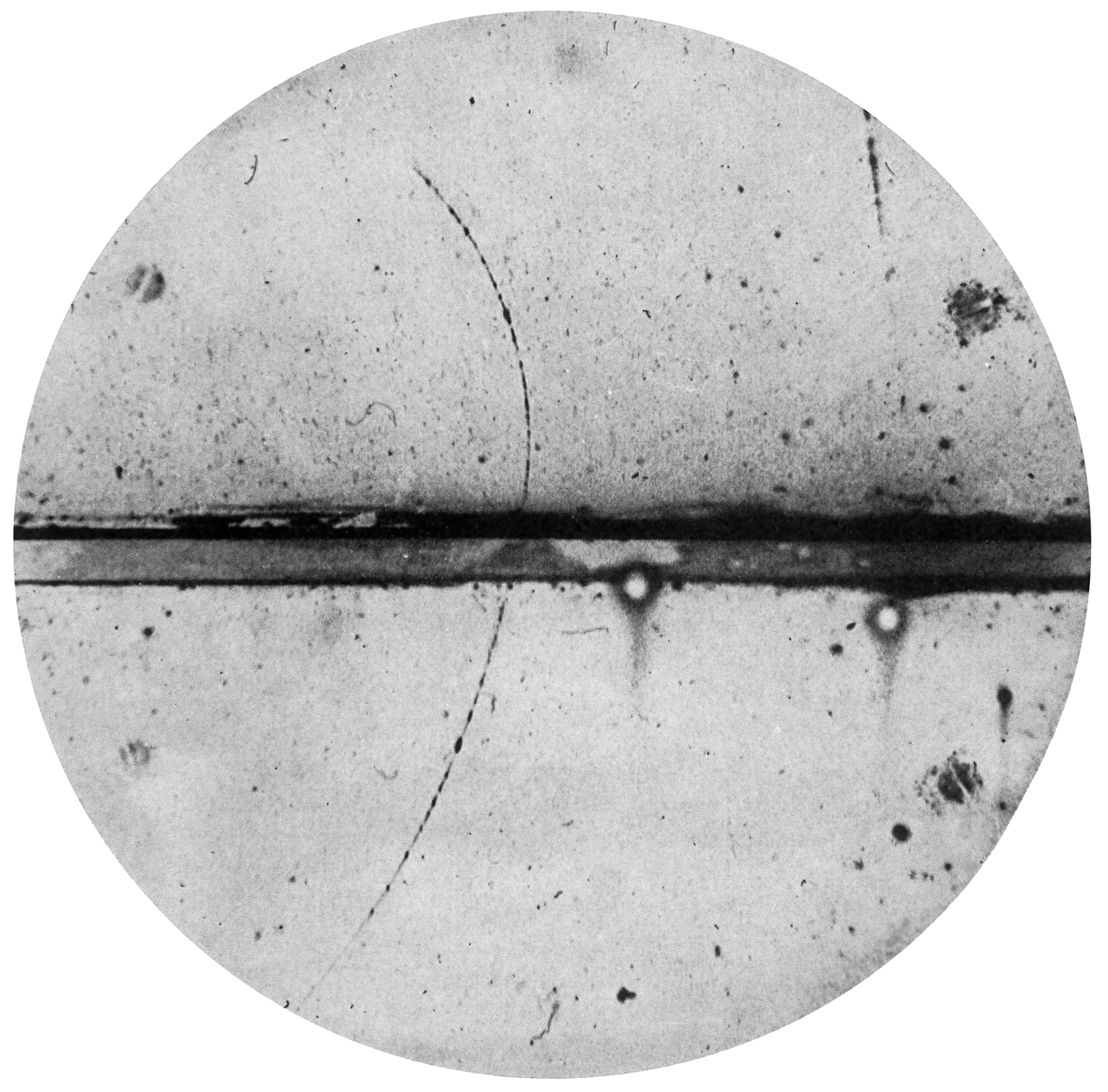
Bức ảnh buồng mây của C.D. Anderson của positron đầu tiên từng được xác định. Một tấm chì 6 mm ngăn cách nửa trên của buồng với nửa dưới. Positron phải đến từ bên dưới vì rãnh trên bị uốn cong mạnh hơn trong từ trường cho thấy năng lượng thấp hơn

Hình ảnh cường độ tối đa (MIP) chụp cắt lớp phát xạ phản electron trong Y học hạt nhân

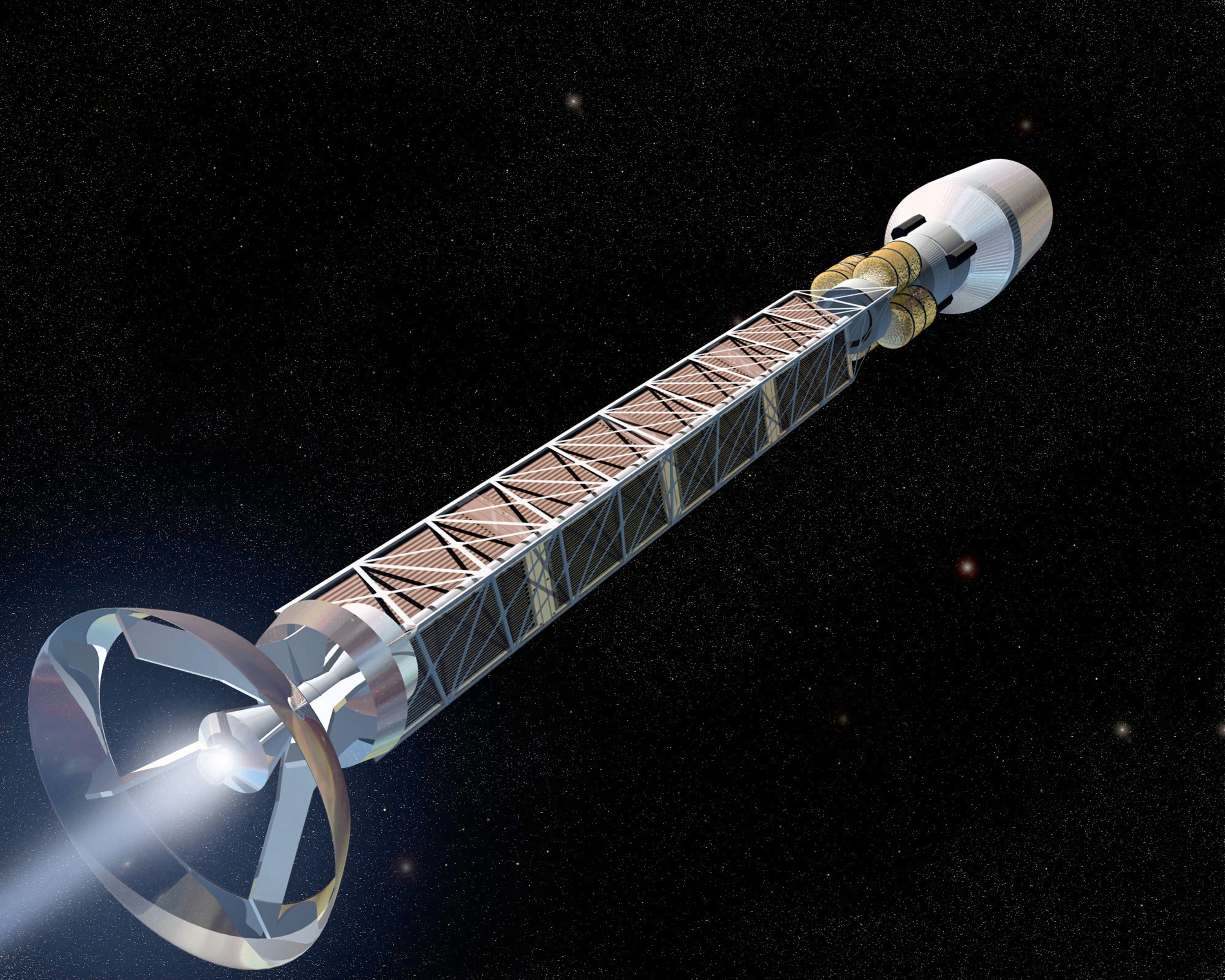
Tên lửa đẩy với nhiên liệu phản vật chất là tương lai của ngành công nghiệp vũ trụ

Trong vật lý hiện đại, phản vật chất là vật chất được cấu tạo bởi phản hạt của các hạt tương ứng trong vật chất thường. Trong tự nhiên, phản vật chất được sinh ra trong các quá trình như va chạm với tia vũ trụ và một số loại phóng xạ. Trong điều kiện thí nghiệm, các máy gia tốc hạt có thể tạo ra phản hạt, nhưng tổng khối lượng phản hạt nhân tạo từ trước đến nay chỉ dừng lại ở con số một vài nanogam và chưa lần nào một lượng phản hạt có thể nhìn thấy bằng mắt thường được tạo ra, mà nguyên nhân là chi phí khổng lồ cũng như sự khó khăn trong chế tạo và xử lý.

## Lịch sử hình thành khái niệm

### Giả thiết giả tưởng
Phản vật chất bắt đầu từ trí tưởng tượng của con người ở những năm 1930. Những người hâm mộ của bộ phim khoa học giả tưởng nổi tiếng Star Trek ("Du hành giữa các vì sao"), đã biết đến một loại phản vật chất được sử dụng giống như nhiên liệu với năng lượng cao để đẩy những chiếc tàu không gian đi nhanh hơn cả vận tốc ánh sáng. Loại phi thuyền không gian này dường như không thể thiết kế được, nhưng các nhà lý thuyết đã có khả năng biến dạng nhiên liệu tưởng tượng ấy thành hiện thực. Ý tưởng trong truyện tiểu thuyết đã trở thành hiện thực bằng việc khám phá ra sự tồn tại của phản vật chất, ở những thiên hà khoảng cách xa và ở thời nguyên sinh của vũ trụ.

### Giả thiết khoa học
Điều thú vị nhất đó là từ trong trí tưởng tượng, phản vật chất trở thành hiện thực, và mang tính thuyết phục. Năm 1928, nhà vật lý người Anh Paul Dirac đã đặt ra một vấn đề: làm sao để kết hợp các định luật trong thuyết lượng tử vào trong thuyết tương đối đặc biệt của Albert Einstein. Thông qua các bước tính toán phức tạp, Dirac đã vạch định ra hướng để tổng quát hóa hai thuyết hoàn toàn riêng rẽ này. Ông đã giải thích việc làm sao mọi vật càng nhỏ thì vận tốc càng lớn; trong trường hợp đó, các electron có vận tốc gần bằng vận tốc ánh sáng. Đó là một thành công đáng kể, nhưng Dirac không chỉ dừng lại ở đó, ông nhận ra rằng các bước tính toán của ông vẫn hợp lệ nếu electron vừa có thể có điện tích âm, vừa có thể có điện tích dương - đây là một kết quả ngoài tầm mong đợi.
Dirac biện luận rằng, kết quả khác thường này chỉ ra sự tồn tại của một "đối hạt", hay "phản hạt" của electron, chúng hình thành nên một "cặp ma quỷ". Trên thực tế, ông quả quyết rằng mọi hạt đều có "đối hạt" của nó, cùng với những tính chất tương đồng, duy chỉ có sự đối lập về mặt điện tích. Và giống như proton, neutron và electron hình thành nên các nguyên tử và vật chất, các phản proton, phản neutron, positron (còn được gọi là phản electron) hình thành nên phản nguyên tử và phản vật chất. Nghiên cứu của ông dẫn đến một suy đoán rằng có thể tồn tại một "vũ trụ ảo" tạo bởi các phản vật chất này.
Và dự đoán của ông đã được kiểm chứng trong thí nghiệm của Carl David Anderson vào năm 1932, cả hai ông đều được giải Nobel cho thành tựu này.
Các nhà vật lý đã học được nhiều hơn về phản vật chất so với thời điểm của Anderson khám phá ra nó. Một trong những hiểu biết mang tính kịch bản đó là vật chất và phản vật chất kết hợp lại sẽ tạo ra một vụ nổ lớn. Giống như những cặp tình nhân gặp nhau trong ngày sau cùng vậy, vật chất và phản vật chất ngay lập tức hút nhau do có điện tích ngược nhau, và tự phá hủy nhau. Do sự tự huỷ tạo ra bức xạ, các nhà khoa học có thể sử dụng các thiết bị để đo "tàn dư" của những vụ va chạm này. Chưa có một thí nghiệm nào có khả năng dò ra được các phản thiên hà và sự trải rộng của phản vật chất trong vũ trụ như trong tưởng tượng của Dirac. Các nhà khoa học vẫn gửi các tín hiệu thăm dò để quan sát xem có tồn tại các phản thiên hà này hay không.
Nhưng câu hỏi vẫn làm bối rối các nhà vật lý cũng như những người có trí tưởng tượng cao đó là: phải chăng vật chất và phản vật chất tự hủy khi chúng tiếp xúc nhau. Tất cả các thuyết vật lý đều nói rằng khi vụ nổ lớn (Big Bang), đánh dấu sự hình thành khoảng 13,8 tỉ năm trước, vật chất và phản vật chất có số lượng bằng nhau. Vật chất và phản vật chất kết hợp lại, và tự hủy nhiều lần, cuối cùng chuyển sang năng lượng, được biết như dạng bức xạ phông vũ trụ. Các định luật của tự nhiên đòi hỏi vật chất và phản vật chất phải được tạo dưới dạng cặp. Nhưng một vài phần triệu giây sau vụ Nổ Lớn Big Bang, vật chất dường như nhiều hơn so với phản vật chất một chút, do đó cứ mỗi tỉ phản hạt thì lại có một tỉ + 1 hạt vật chất. Trong giây đầu hình thành vũ trụ, tất cả các phản vật chất bị phá hủy, để lại sau đó là dạng hạt vật chất. Hiện tại, các nhà vật lý vẫn chưa thể tạo ra được một cơ chế chính xác để mô tả quá trình "bất đối xứng" hay khác nhau giữa vật chất và phản vật chất để giải thích tại sao tất cả các vật chất đã không bị phá hủy.

## Bằng chứng về phản vật chất

Phản hydro

Một số bằng chứng về sự tồn tại của phản vật chất đã được đưa ra. Quan trọng nhất là việc quan sát các phi đạo của các hạt sơ cấp trong buồng bọt (bubble chamber).
Thí nghiệm được tiến hành bởi Carl David Anderson vào năm 1932. Ông đã chụp hình được một số cặp phi đạo bị biến mất ngay khi gặp nhau. Dữ liệu này đã làm tăng sự tin tưởng rằng có tồn tại các hạt phản vật chất mà khi một hạt tương tác với chính phản hạt cùng loại sẽ triệt tiêu nhau và sinh năng lượng.
Năm 1996, Phòng thí nghiệm Fermi, (Chicago, Mỹ) đã tạo ra 7 phản nguyên tử hydro trong một máy gia tốc hạt. Có điều các hạt này tồn tại trong thời gian quá ngắn ngủi, lại chuyển động với vận tốc gần bằng vận tốc ánh sáng, nên không thể lưu giữ để nghiên cứu.
Tháng 10 năm 2002, Phòng thí nghiệm vật lý hạt nhân châu Âu (European Organization for Nuclear Research-CERN) thông báo kết quả thí nghiệm ATRAP, tiếp nối thí nghiệm ATHENA tháng 9, tạo ra phản nguyên tử Hydro từ phản proton và positron. Kết quả đo mức năng lượng của các phản hạt trong phản nguyên tử hydro cho thấy, positron chuyển động trên quỹ đạo khá xa tâm phản proton, dẫn đến hệ thống này tồn tại hết sức kém bền vững. Để có được các phản nguyên tử (anti-atom) bền vững, toàn bộ thí nghiệm cần đặt trong môi trường nhiệt độ sát độ không tuyệt đối (-273,15 độ C hay 0K), vì ở nhiệt độ cao, các phản nguyên tử sẽ kết hợp với các nguyên tử của môi trường và biến mất ngay lập tức.

## Chế tạo phản vật chất

### Positron

Máy chụp ảnh phát xạ Positron

Phòng thí nghiệm quốc gia Lawrence Livermore công bố tháng 11 năm 2008 họ đã tạo ra một số lượng Positron lớn hơn hẳn các kết quả trước đó.

### Phản nucleon

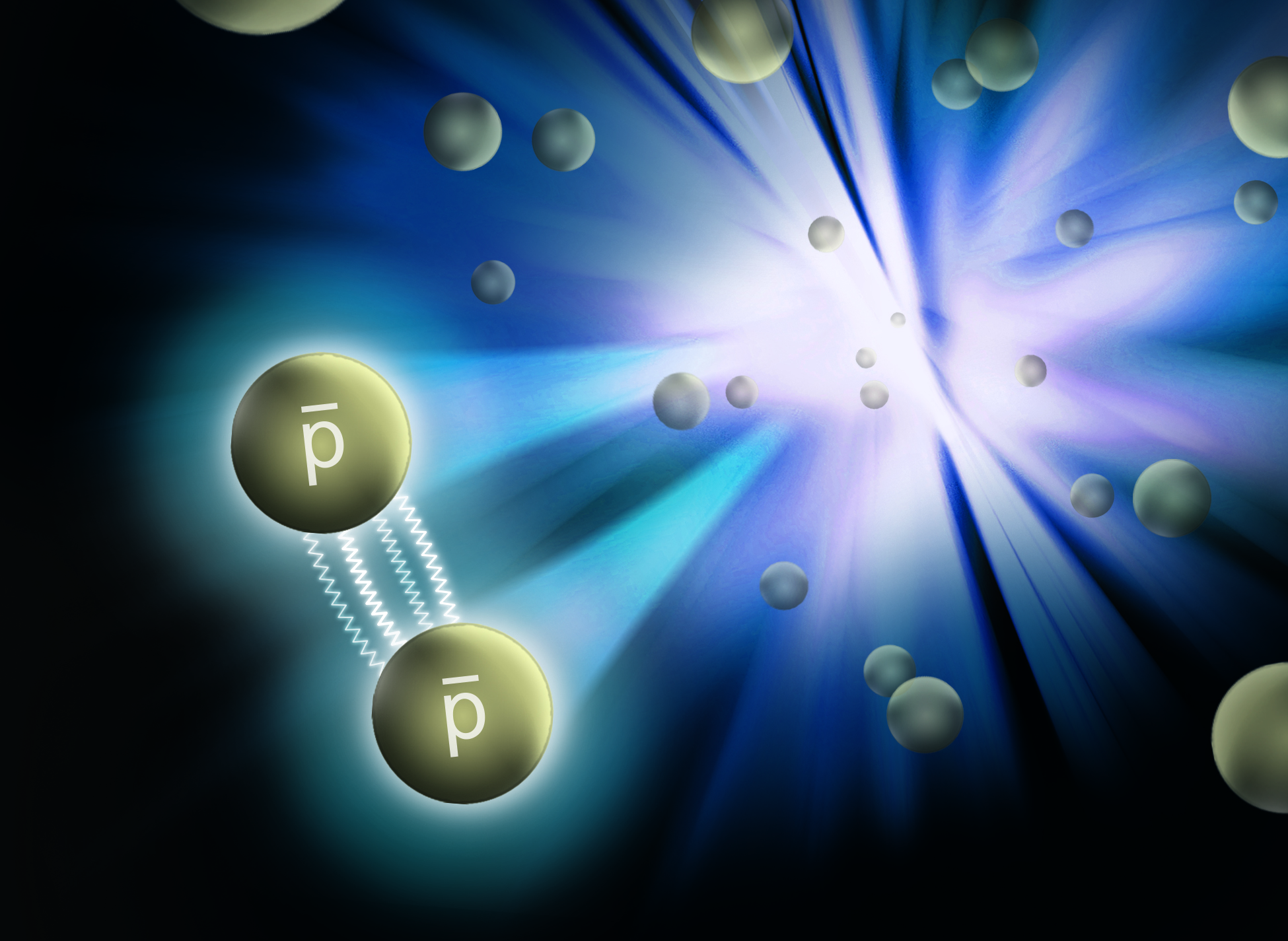
Tương tác giữa các phản proton

### Phản hydro

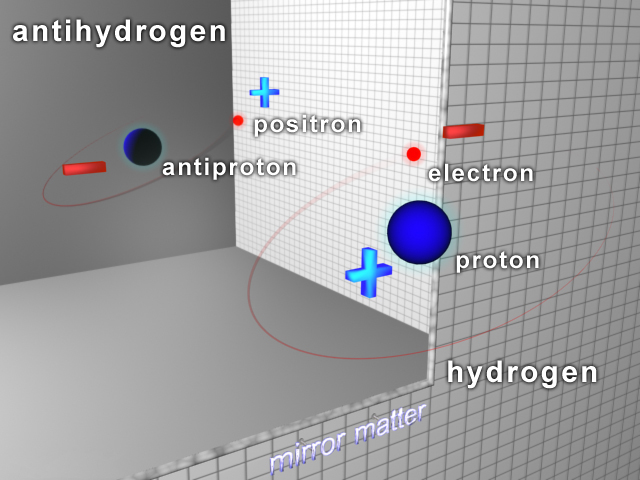
Ngược với hydro, phản hydro có một phản proton và một positron

### Lưu trữ phản vật chất
Phản vật chất không thể được lưu trữ trong các thùng chứa làm bằng vật liệu thông thường vì phản ứng của nó với bất kỳ vật chất nào mà nó tiếp xúc. Có thể để được trong chân không.

### Chi phí
Nhiều nhà khoa học cho rằng phản vật chất là vật liệu đắt tiền nhất trong số những vật liệu mà con người từng biết đến. Năm 2006, Gerald Smith ước tính để sản xuất 10 miligam positron cần 250 triệu đô la. (tương đương 25 tỉ USD mỗi gam. Năm 1999, NASA đã đưa ra con số 62,5 nghìn tỷ USD mỗi gam phản hydro. Nguyên nhân do sản xuất rất khó khăn (chỉ có rất ít phản proton được tạo ra trong các phản ứng trong các máy gia tốc hạt), và bởi vì có nhu cầu khác cao hơn về việc sử dụng các máy gia tốc hạt. Theo CERN ước tính, phải tốn vài trăm triệu franc Thụy Sĩ để sản xuất khoảng 1 phần tỷ gam (số tiền chi được sử dụng cho đến nay đối với va chạm hạt / phản hạt). Để so sánh, hãy hình dung với việc sản xuất vũ khí nguyên tử đầu tiên, chi phí của Dự án Manhattan ước tính khoảng 23 tỷ đô la với lạm phát tính đến năm 2007.
Một số nghiên cứu được tài trợ bởi Viện khái niệm tiên tiến của NASA đang nghiên cứu xem liệu có thể sử dụng các bẫy từ để thu thập phản vật chất xuất hiện tự nhiên trong vành đai Van Allen của Trái Đất hay không, và cuối cùng là đai của những hành tinh khí khổng lồ, như sao Mộc, với chi phí thấp hơn cho mỗi gam.
Một số vật liệu khác có giá thành thấp hơn phản vật chất có thể kể đến như Endohedral fullerene, Californi 252, Painit, Kim cương, Triti, Taaffeite, Plutoni, LSD, Ma túy đá, Bạch phiến, Sừng tê giác...